# محطة كولومبيا للطاقة النووية
محطة كولومبيا للطاقة النووية  هي محطة للطاقة النووية تقع على بعد 10 أميال (16 كم) شمال ريتشلاند، بولاية واشنطن.

## نبذة
تمتلكها وتديرها شركة نورث ويست، وهي وكالة تشغيل مشتركة غير ربحية في ولاية واشنطن.

## الترخيص
حصلت محطة كولومبيا على ترخيص من هيئة التنظيم النووي في عام 1983، وأنتجت الكهرباء لأول مرة في مايو 1984، ودخلت العملية التجارية في ديسمبر 1984.

## الإنتاج
تنتج محطة كولومبيا 1107 ميغاواط من الكهرباء، أي حوالي 10% من الكهرباء المولدة في ولاية واشنطن.